# Елгинови мермери Партенона
Елгинови мермери, такође познати као Партенонски мермери (грч. Γλυπτά του Παρθενώνα, лит. „скулптуре Партенона“), представљају колекцију класичних грчких мермерних скулптура направљених под надзором архитекте и вајара Фидије и његових помоћника. Они су оригинални делови Партенона и других сакралних и церемонијалних објеката изграђених на Атинском Акропољу у 5. веку пре нове ере. Колекција је изложена у Британском музеју, у наменски изграђеној галерији Дувин.
Од 1801. до 1812. године, агенти Томаса Бруса, 7. грофа од Елгина, покупили су око половине преживелих скулптура Партенона, као и скулптуре из Пропилеја и Ерехтејона, и превезли их морем у Британију. Елгин је тврдио да је добио званичан декрет (ферман)  од Високе Порте, централне владе Отоманског царства која је, као владар Грчке, у то време била легални власник скулптура. Овај ферман није пронађен у отоманским архивима упркос мноштву докумената из истог периода  и његова веродостојност је спорна. Музеј Акропоља приказује део комплетног фриза Партенона, са јасно означеним положајем елемената који недостају и остављеним простором ако буду враћени у Атину.
У Британији су набавку колекције неки подржали, док су неки други, попут лорда Бајрона, упоредили грофове поступке са вандализмом или пљачком. Након јавне дебате у Парламенту  и каснијег ослобађања Елгина, он је продао Мермере британској влади 1816. Затим су предати под старатељство Британског музеја, где су сада изложени у наменски изграђеној галерији Дувин.
Након стицања независности од Отоманског царства 1832. године, новооснована грчка држава започела је низ пројеката за обнову опљачканих споменика и уметности. Изразила је своје неодобравање Елгиновог уклањања мермера са Акропоља и Партенона, који се сматра једним од највећих светских споменика културе. Међународне напоре за репатријацију мермера у Грчку интензивирала је 1980-их тадашња грчка министарка културе Мелина Меркури, а сада постоје многе организације које активно воде кампању за повратак Мермера, од којих су неке уједињене као део Међународног удружења за поновно уједињење скулптура Партенона. Сама грчка влада наставља да ургира враћање мермера у Атину како би се ујединили са преосталим мермерним комадима и како би се комплетна секвенца фриза Партенона обновила, дипломатским, политичким и правним средствима.
Унеско је 2014. понудио да посредује између Грчке и Уједињеног Краљевства у решавању спора, иако је то касније одбио Британски музеј на основу тога што Унеско ради са државним органима, а не са повереницима музеја. Унеско је 2021. донео своју прву одлуку о Мермерима Партенона, позивајући Уједињено Краљевство да их врати Грчкој.

## Позадина
Изграђен у античко доба, Партенон је био у великој мери оштећен земљотресима. Такође, током Шестог османско-млетачког рата (1684–1699) против Отоманског царства, Турци који су се бранили су утврдили Акропољ и користили Партенон као замак и складиште барута. Дана 26. септембра 1687, венецијанска артиљеријска паљба, испаљена са брда Филопапа, запалила је барут; настала експлозија је разнела Партенон, а зграда је делимично уништена. Експлозија је разнела централни део зграде и довела до распадања зидова целе у рушевине. Три од четири зида су се срушила, скоро потпуно, и око три петине скулптура са фриза је пало. Око три стотине људи је погинуло у експлозији која је засула мермерне фрагменте широм значајне површине. Током наредних век и по, делови преостале структуре су скупљане у потрази за грађевинским материјалом и опљачкани су сви преостали вредни објекти.

## Аквизиција
У новембру 1798, гроф од Елгина је именован за „изванредног амбасадора и опуномоћеног министра Његовог Британског Величанства у Узвишеној Порти Селима III, султана Турске“ (Грчка је тада била део Отоманског царства). Пре него што је отишао да преузме ту функцију, обратио се званичницима британске владе да се распита да ли би били заинтересовани да ангажују уметнике да узму одливке и цртеже скулптурираних делова Партенона. Према лорду Елгину, „одговор Владе је био негативан.“ 
Лорд Елгин је одлучио да сам изведе посао и ангажовао је уметнике да узимају одливке и цртеже под надзором напуљског дворског сликара Ђованија Лузијерија. Према турском мештанину, мермерне скулптуре које су пале коришћене су да би се добио креч за градњу. Иако је његова првобитна намера била само да документује скулптуре, 1801. лорд Елгин је почео да скида материјал из Партенона и околних структура  под Лузијеријевим надзором. Комади су такође уклоњени из Ерехтејона, Пропилеја и храма Атине Нике, све унутар Акропоља.
Мермери су из Грчке однети на Малту, тада британски протекторат, где су остали неколико година док нису превезени у Британију. Ископавање и уклањање завршено је 1812. године по личном трошку Елгина од 74 240 фунти  (што је еквивалентно 4 700 000 фунти 2016.). Елгин је намеравао да искористи мермере за украшавање своје приватне куће у близини Данфермлајна у Шкотској, али га је скупа бракоразводна парница приморала да их прода како би измирио своје дугове. Елгин је продао Мермер Партенона британској влади за 35.000 фунти , што је мање од половине онога што га је коштало да их набави, одбијајући веће понуде других потенцијалних купаца, укључујући Наполеона.

## Опис
Мермери Партенона које је Елгин набавио укључују око 21 фигуру са источног и западног фронтона, 15 од оригиналних 92 метопа панела који приказују битке између Лапита и Кентаура, као и 75 метара Партенонског фриза који је украшавао хоризонтални ток постављен изнад унутрашњег архитрава храма. Као такви, они представљају више од половине онога што је сада остало од преживеле скулптуралне декорације Партенона.
Елгинове набавке су такође укључивале предмете из других грађевина на атинском Акропољу: каријатиду из Ерехтејона; четири плоче са парапетног фриза храма Атине Нике; и низ других архитектонских фрагмената Партенона, Пропилаје, Ерехтејона, храма Атине Нике и Атрејеве ризнице.

## Законитост уклањања из Атине
Акропољ је у то време био отоманско војно утврђење, па је Елгину била потребна посебна дозвола да уђе на локацију, Партенон и околне зграде. Он је навео да је добио ферман од султана који је омогућио његовим уметницима да приступе локацији, али није могао да достави оригиналну документацију. Међутим, Елгин је представио документ за који се тврди да је енглески превод италијанске копије направљене у то време. Овај документ се сада чува у Британском музеју. Његова аутентичност је доведена у питање, јер су му недостајале формалности које карактеришу султанове указе. Василис Деметриадес, професор турских студија на Универзитету на Криту, тврди да „сваки стручњак за османски дипломатски језик може лако да утврди да оригинал документа који је сачуван није био ферман“. Документ је забележен у додатку извештаја парламентарног одбора из 1816. године. Комитет се састао да испита Елгинов захтев којим је од британске владе тражио да купи Мермере. У извештају се наводи да је документ  у додатку тачан превод, на енглески, османског фермана из јула 1801. По Елгиновом мишљењу, то је представљало отоманско овлашћење за узимање Мермера. Комитету је речено да је оригинални документ дат отоманским званичницима у Атини 1801. године. Истраживачи до сада нису успели да га лоцирају упркос чињеници да су фермани, као званичне султанове уредбе, помно евидентирани као ствар процедуре, а да се у отоманским архивима у Истанбулу још увек налази низ сличних докумената из истог периода.
Из списа се види да италијански примерак фермана није предочио одбору лично Елгин, већ један од његових сарадника, духовник преп. Филип Хант. Хант, који је у то време боравио у Бедфорду, био је последњи сведок који се појавио пред комисијом и изјавио је да у свом поседу има италијански превод османског оригинала. Даље је објаснио да документ није донео, јер по одласку из Бедфорда није знао да треба да сведочи као сведок. Енглески документ у скупштинском извештају поднео је Хант, али одбору није предочен превод на италијански који је у Хантовом поседу. Вилијам Сент Клер, савремени биограф лорда Елгина, рекао је да поседује Хантов италијански документ и "јамчи за тачност енглеског превода". Извештај комисије наводи на страни 69 „(Потписано печатом.) Сегед Абдулах Каимачан“ – међутим, документ који је представљен комитету био је „енглески превод овог наводног превода на италијански оригиналног фермана“, и није имао ни печат ни потпис, што је чињеница коју је потврдио Ст. Клер. У студији британског историчара Вилијама Сент Клера из 1967. године, Лорд Елгин и Мермери, наводи се да султан није дозволио уклањање статуа и рељефа са Партенона. Студија је проценила да је клаузула којом се Британци овлашћују да узимају камење „са старим натписима и фигурама“ вероватно значила предмете са ископавања на локалитету, а не уметност која украшава храмове.
Документ је омогућио Елгину и његовом тиму да подигну скеле како би направили цртеже и калупе кредом или гипсом, као и да измере остатке порушених зграда и ископају темеље који су можда били прекривени шљунком (рушевинама); и "... да када желе да однесу неколико комада камена са старим натписима или фигурама на њима, да се томе не противи". Тумачење ових редова доведено је у питање чак и од стране нереституциониста, посебно речи куалче, коју на савремени језик треба превести као неколико, али такође може значити било који. Према нереституционостима, додатни доказ да су османске власти одобриле уклањање Елгинових скулптура показује други ферман који је био неопходан за испоруку мермера из Пиреја.
Многи су довели у питање законитост Елгинових поступака, укључујући легитимност документације која их наводно овлашћује. Студија професора Дејвида Руденстина са Правне школе Бењамин Н. Кардозо закључила је да премиса да је Елгин добио законско право на мермере, које је потом пренео на британску владу, „сигурно није утврђена и може бити лажна“. Руденстинова аргументација је делимично заснована на нескладу у преводу који је приметио између сачуваног италијанског документа и енглеског текста који је Хант поднео парламентарном одбору.
Енглески путописац Едвард Данијел Кларк, очевидац, написао је да је Диздар, заповедник османске тврђаве на лицу места, покушао да заустави уклањање метопа, али је био подмићен да дозволи да се оно настави. Насупрот томе, Џон Мериман, професор права на Правном факултету Стенфорда и такође професор уметности на Универзитету Стенфорд, остављајући по страни неслагање које је представио Руденстин, тврди да су, пошто су Османлије контролисале Атину од 1460, њихови захтеви за артефакте били легални. Султан Селим III је био захвалан Британцима што су одбили Наполеонову експанзију, и за разлику од његовог хеленофилског претка Мехмеда II, партенонски мермери за њега нису имали сентименталну вредност. Даље, та писмена дозвола постоји у облику фермана, што је најформалнија врста дозволе која је доступна од те владе, и да је Елгин имао додатну дозволу за извоз мермера, што легализује његово (а самим тим и Британског музеја) право на мермере. Он, међутим, примећује да је клаузула која се односи на обим отоманског овлашћења за уклањање мермера „у најбољем случају двосмислена”, додајући да документ „даје слаба овлашћења за масовна уклањања из Партенона. Референца на"одношење било каквих комада камена" изгледа успутна, с намером да се примени на предмете пронађене током ископавања. То је свакако било тумачење које је на ферман приватно ставило неколико чланова Елгинове странке, укључујући леди Елгин. У јавности је, међутим, заузет другачији став, па је озбиљно отпочео рад на демонтажи скулптура на Партенону и њиховом паковању за отпрему у Енглеску. У том процесу, Елгинова група је оштетила структуру, остављајући Партенон не само лишен својих скулптура, већ је и додатно уништен процесом уклањања. Свакако је спорно да је Елгин у оба аспекта прекорачио овлашћења дата у ферману.“ 
Питање фермана ове природе, заједно са универзално потребним подмићивањем, није било необично у овом тренутку: 1801. године, на пример, Едвард Кларк и његов помоћник Џон Мартен Крипс, добили су овлашћење од гувернера Атине за уклањање статуе богиње Деметре која је била у Елефсини, уз интервенцију италијанског уметника Ђованија Батисте Лузијерија који је у то време био помоћник лорда Елгина. Пре Кларка, статуу је 1676. открио путник Џорџ Вилер, и од тада је неколико амбасадора поднело неуспешне захтеве за њено уклањање, али је Кларк био тај који је уклонио статуу на силу, након подмићивања атинских војвода и добијања фермана, упркос приговорима и нередима, локалног становништва које је незванично, а против традиције иконоборачке цркве, обожавало статуу као неканонизовану Свету Деметру (грч. Αγια Δημητρα). Народ је кип украшавао венцима, и веровао је да је богиња у стању да донесе плодност на њихова поља и да ће уклањање статуе довести до нестанка те користи. Кларк је такође уклонио друге мермере из Грчке као што су статуа Пана, фигура Ероса, комична маска, различити рељефи и погребне стеле, између осталог. Кларк их је поклонио Универзитету у Кембриџу, а касније је 1803. статуа Деметре била изложена у универзитетској библиотеци. Колекција је касније премештена у Музеј Фицвилијам у Кембриџу где је формирала једну од две главне колекције институције.

## Савремена реакција
Савремени директор музеја у Лувру није сумњао у законитост куповине лорда Елгина. Током реституције уметности постнаполеонске Француске другим европским државама, Виван Денон, тадашњи директор бившег Наполеоновог музеја, а затим Лувра, написао је у приватном писму француском амбасадору Талерану који је тада био ангажован на Бечком конгресу: „Ако попустимо на захтеве (за реституцију уметности) Холандије и Белгије, лишавамо Музеј једног од његових највећих богатстава... Русија није непријатељска, Аустрији је све враћено, Пруска има потпунију рестаурацију... Остала је само Енглеска, која у ствари нема шта да тврди, али која, пошто је управо купила барељефе које је лорд Елгин опљачкао у Атини, сада мисли да може постати ривал Музеју Лувр, и жели да исцрпи овај музеј како би прикупио остатке. Виван Денон јасно користи глагол "пљачкати" на француском.
Када су мермери отпремљени у Енглеску, били су „тренутни успех међу многима“  који су се дивили скулптурама и подржавали њихов долазак, али и скулптуре и Елгин су такође били критиковани од неистомишљеника. Лорд Елгин је започео преговоре за продају збирке Британском музеју 1811. године, али су преговори пропали упркос подршци британских уметника  након што је влада показала мало интересовања. Многи Британци су се противили куповини статуа јер су биле у лошем стању и стога нису показивале "идеалну лепоту" која се налази у другим збиркама скулптура. Следеће године су обележиле повећано интересовање за класичну Грчку, а у јуну 1816, након парламентарних саслушања, Доњи дом је понудио 35.000 фунти у замену за скулптуре. Чак и у то време куповина је изазвала много дебата, иако је била подржана „многим убедљивим позивима“ за куповину.
Лорд Бајрон се оштро противио узимању мермера из Грчке, осуђујући Елгина као вандала. Његово гледиште о уклањању мермера из Атине такође се помиње у његовој наративној песми Чајлд Харолдово ходочашће, објављеној 1812. године, која је сама по себи била у великој мери инспирисана Бајроновим путовањима по Медитерану и Егејском мору између 1809. и 1811. године:
Бајрон није био једини који је у то време протестовао против уклањања. 
Едвард Данијел Кларк је био сведок уклањања метопа и назвао акцију „оштећењем“, написавши да је „тако облик храма претрпео већу штету него што је већ претрпео од венецијанске артиљерије“. Када је сер Френсис Роналдс посетио Атину и Ђованија Батисту Лузијерија 1820, написао је „Да је лорд Елгин имао прави укус уместо похлепног духа, урадио би управо супротно од онога што јесте, уклонио би смеће и отишао“.
Међу Елгиновим присталицама био је и сликар Бенџамин Роберт Хејдон. Пратила га је Фелиција Хеманс у њеној Модерна Грчка: песма (1817), која је тамо директно оспоравала Бајрона.
Џон Китс је посетио Британски музеј 1817. године и забележио своја осећања у сонету под називом „On Seeing the Elgin Marbles“. Вилијам Вордсворт је такође видео мермере и позитивно коментарисао њихову естетику у писму Хејдону.
Након изложбе мермера у Британском музеју, они су касније били изложени у посебно изграђеном салону Елгин (1832) све док галерија Дувин није завршена 1939.

## Оштећење

### Моросини
Претходне штете мермери су претрпели током узастопних ратова, а управо су током таквих сукоба Партенон и његова уметничка дела претрпели, далеко највећу штету. Конкретно, експлозија изазвана бомбардовањем венецијанским оружјем и топовима 1687. године, док је Партенон коришћен као складиште муниције током отоманске владавине, уништила је или оштетила многе делове Партенона, укључујући неке од оних које је касније узео лорд Елгин. Управо је ова експлозија оштетила мермерни кров, већину зидова перистила, 14 стубова са северног и јужног целе, и исклесане метопе и блокове фриза, који су летели и срушили се на земљу, уништавајући велики део уметничких дела. Додатна штета на уметничком делу Партенона настала је када је венецијански генерал Франческо Моросини опљачкао локацију његових већих скулптура. Алат који је користио за уклањање скулптура показао се неисправним и пукао је, па је скулптура Посејдона и коња Атенине кочије у природној величини пала са западног фронтона на стену Акропоља 12 м испод.

### Рат за независност
Ерехтејон су Османлије користиле као складиште муниције током грчког рата за независност  (1821–1833) којим је окончана 355-годишња отоманска владавина Атином. Акропољ је био опкољен два пута током рата, прво од стране Грка 1821–1822, а затим од отоманских снага 1826–1827. Током прве опсаде, опкољене отоманске снаге су покушале да истопе олово у стубовима да би излили метке, чак наводећи Грке да понуде своје метке Османлијама како би минимизирали штету.

### Елгин
Елгин се 1803. консултовао са италијанским вајаром Антониом Кановом о томе како најбоље обновити мермере. Канову су неки сматрали најбољим светским рестауратором скулптура тог времена; Елгин је написао да је Канова одбио да ради на мермерима из страха да их додатно не оштети.
Да би се олакшао транспорт, капители стубова и многе метопе и фризне плоче су или одсечене са главне конструкције или исечене на мање делове, узрокујући непоправљиву штету самом Партенону. Један брод са мермерима на британском бригу Ментор  захватила је олуја код рта Матапан у јужној Грчкој и потонуо је у близини Китере, али је спашен о грофовом личном трошку; биле су потребне две године да се извади на површину. биле су потребне две године да се извади на површину.

### Британски музеј
Артефакти који се чувају у Лондону претрпели су загађење из 19. века које је трајало до средине 20. века и претрпели су непоправљиву штету претходним методама чишћења које је користило особље Британског музеја.
Још је 1838. од научника Мајкла Фарадеја затражено да пружи решење за проблем пропадајуће површине мермера. Исход, којим није био задовољан, описан је у писму које је послао Хенрију Милману, комесару Националне галерије. Даљи покушај чишћења мермера уследио је 1858. од стране Ричарда Вестмакота, који је 1857. именован за надзорника „премештања и чишћења скулптура.“Још један покушај чишћења мермера десио се 1937–1938. Овог пута подстрек је дала изградња нове Галерије у којој ће бити смештена збирка. Пентелијски мермер ископан са планине Пентеликус северно од Атине, од којег су направљене скулптуре, природно добија жуту боју сличну меду када је изложен ваздуху; ова боја је често позната као мраморна „патина“ , али лорд Дувин, који је финансирао цео подухват, делујући под заблудом да су мермери првобитно били бели  вероватно је договорио да тим зидара који ради на пројекту уклони промену боје са неких скулптура. Коришћени алати били су седам стругача, једно длето и комад камена силицијум карбида. Сада су депоновани у Одељењу за конзервацију Британског музеја. Процес чишћења је састругао део детаља многих резбарија. Према Харолду Плендерлајту, површина уклоњена на неким местима је можда износила чак 2,5 мм.
Британски музеј је одговорио изјавом да су „у то време направљене грешке“. Другом приликом је речено да је „штета преувеличана из политичких разлога” и да су „Грци криви за претерано чишћење мермера пре него што су донети у Британију”. Током међународног симпозијума о чишћењу мермера, који је организовао Британски музеј 1999. године, кустос Ијан Џенкинс, заменик чувара грчких и римских антиквитета, приметио је да „Британски музеј није непогрешив." Без обзира на то, тврдио је да су главни узрок штете нанете мермерима биле 2000 година дуге временске прилике на Акропољу.
Америчка археолошкиња Дороти Кинг је у једном новинском чланку написала да су технике сличне онима које су коришћене 1937–1938. примењивали и Грци каснијих деценија, и сматра да су за Италијане још увек прихватљиве. Британски музеј је саопштио да је слично чишћење Хефестовог храма на Атинској Агори извршио конзерваторски тим Америчке школе класичних студија у Атини  1953. користећи челична длета и месингану жицу. Према грчком министарству културе, чишћење је пажљиво ограничено на површинске наслаге соли. У америчком извештају из 1953. закључено је да су примењене технике биле усмерене на уклањање црне наслаге коју је формирала кишница откривајући истовремено „неколико преживелих честица боје“.
Документи које је Британски музеј објавио у складу са Законом о слободи информација открили су да је низ мањих несрећа, крађа и вандалских радњи посетилаца нанео додатну штету скулптурама. Ово укључује инцидент из 1961. године када су двојица школараца поломили део ноге кентаура. У јуну 1981. фигура на западном забату била је мало одломљена због пада стакленог кровног прозора, а 1966. вандали су изгребали четири линије на полеђини једне од фигура. Године 1970. слова су изгребана на горњем десном бедру друге фигуре. Четири године касније, лопови су покушавајући да извуку комаде олова оштетили рупу у копиту кентаура.

### Атина
Загађење ваздуха и киселе кише оштетиле су мермер и камен. Последње преостале плоче са западног дела фриза Партенона уклоњене су са споменика 1993. године због страха од даљег оштећења. Сада су превезене у Нови музеј Акропоља.
Све док чишћење преосталих мермера није завршено 2005. године, на површини мермера су биле присутне црне наслаге. Ласерска техника примењена на 14 плоча које Елгин није уклонио открила је изненађујући низ оригиналних детаља, као што су оригинални трагови длета и фрактура на стомаку коња. Сличне карактеристике у колекцији Британског музеја су стругане и изрибане длетима како би мермери изгледали бели. Од 20. јануара до краја марта 2008. из старог музеја на Акропољу у нови Партенонски музеј пренето је 4200 предмета (скулптуре, натписи, мали предмети од теракоте), укључујући око 80 артефаката демонтираних са споменика последњих година. Природне катастрофе су погодиле и Партенон. Земљотрес из 1981. је оштетио источну фасаду.
Од 1975. Грчка обнавља Акропољ. Ова рестаурација је укључивала замену хиљада зарђалих гвоздених стезаљки и носача који су претходно коришћени, са некорозивним титанијумским шипкама; премештање преживелих уметничких дела из зграде у складиште и потом у нови музеј изграђен специјално за приказ уметности Партенона; и замену уметничких дела висококвалитетним репликама. Овај процес је био на удару критика неких група пошто су неке зграде потпуно демонтиране, укључујући демонтирање храма Атине Нике и због ружне природе локације због неопходних дизалица и скела. Али нада да се овој локацији врати некадашњи сјај, што би могло потрајати још 20 година и коштати 70 милиона евра, иако је изглед да ће Акропољ бити „способан да издржи најекстремније временске услове – земљотресе, је „мала утеха за туристе који посећују Акропољ“ према Гардијану . Под сталним међународним притиском, директори Британског музеја нису искључили да пристану на, како их зову, "привремену" позајмицу новом музеју, али наводе да би то било под условом да Грчка призна претензије Британског музеја на власништво.

## Дебата о пресељењу

### Образложење за повратак у Атину
Они који се залажу за повратак мермера наводе правне, моралне и уметничке основе. Њихови аргументи укључују:
- Главни наведени циљ грчке кампање је поновно уједињење скулптура Партенона широм света како би се обновили „органски елементи“ који „су тренутно без кохезије, хомогености и историчности споменика којем припадају“ и омогућили посетиоцима да их боље цене у целини;[83][84][85]
- Представљање свих постојећих Партенонских мермера у близини њиховог првобитног историјског и културног окружења омогућило би њихово „потпуније разумевање и тумачење“;[84][86]
- Мермери су можда добијени илегално и стога их треба вратити правом власнику;[87]
- Враћање скулптура Партенона (Грчка тражи само враћање скулптура из ове конкретне зграде) не би представљало преседан за друге захтеве за реституцију због изразито „универзалне вредности“ Партенона;
- Чување мермера би се обезбедило у Новом музеју Акропоља, који се налази јужно од брда Акропоља. Објекти музеја су опремљени најсавременијом технологијом за заштиту и очување експоната;[88]
- Фризови су део једног уметничког дела, па је било ненаменски да се фрагменти овог дела разбацују по различитим локацијама;
- Одливци мермера могли би да покажу културни утицај који су грчке скулптуре имале на европску уметност као и оригинални мермери, док се контекст коме мермери припадају не може поновити у Британском музеју; грчки план је да их и даље смешта у музеј у Атини;
- Анкета YouGov-а из 2014. показала је да је више Британаца (37%) подржавало враћање мермера у Грчку него што се противило (23%);[89]
- Британске тврдње о конзервацији у време када су Партенонски мермери послати у Британски музеј делују контроверзно, посебно у поређењу са савременим британским експедицијама које су вршене у другим деловима грчког света, односно на Сицилији. Године 1823, британски архитекти Семјуел Ангел и Вилијам Харис извршили су ископавање у Селинусу током свог обиласка Сицилије, где су открили извајане метопе из архајског храма „Храм Ц“. Иако су локални сицилијански званичници покушали да их спрече, они су наставили са радом и покушали да извезу своја открића у Енглеску, намењену Британском музеју. У одјеку активности лорда Елгина у Атини, Ангелове и Харисове пошиљке су само силом бурбонских власти преусмерене у Палермо и сада се чувају у Археолошком музеју Палерма.[90]

У интервјуу 2018. атинским новинама Та Неа, лидер британске лабуристичке партије Џереми Корбин није искључио враћање Мермера у Грчку, наводећи: „Као и са било чим што је украдено или одузето из окупираног или колонијалног поседа — укључујући артефакте опљачкане из других земаља у прошлости — требало би да будемо ангажовани у конструктивним разговорима са грчком владом о враћању скулптура“.

### Образложење за останак у Лондону
Низ различитих аргумената изнели су научници, британски политички лидери и портпароли Британског музеја током година у одбрану задржавања мермера Партенона од стране Британског музеја. Главне тачке укључују:
- Тврдња да би испуњавање свих захтева за реституцију испразнило већину великих светских музеја—ово је такође изазвало забринутост међу осталим европским и америчким музејима, а једна од потенцијалних мета је Нефертитина биста у берлинском Neues Museum; поред тога, делове партенонских мермера чувају и многи други европски музеји.[30]
- Заговорници става Британског музеја такође истичу да мермере у Британији годишње посети око 6 милиона посетилаца, за разлику од 1,5 милиона посетилаца Музеја Акропоља. Преношење мермера у Грчку би стога, тврде они, значајно смањило број људи који имају прилику да их виде.[92]
- Још један аргумент за задржавање мермера Партенона у Великој Британији изнео је Ј.Х. Мериман, професор права на Универзитету Станфорд и сараднички професор на Одсеку за уметност Станфорда. Он је тврдио да су „Елгин Мермери у Енглеској од 1821. године и да су за то време постали део британског културног наслеђа“.[93] Енглески романтичарски песник Џон Китс и француски вајар Огист Роден су значајни примери посетилаца Партенонских мермера након њиховог пресељења у Енглеску који су касније произвели чувена дела инспирисана њима.[94][95]
- Било би немогуће поново спојити мермере као комплетан сет на Партенону због корозије од атинског смога и зато што је око половина уништена у експлозији 1687.[30] Грчки план је да се уместо тога пребаце у Музеј Акропоља.[96]
- Тврдња да модерни Грци „немају право на камење јер сте могли да видите из њихове физиономије да нису потекли од људи који су их исклесали“, цитат који се приписује Оберону Воу.[97] У западној Европи деветнаестог века, за Грке из класичног периода се нашироко мислило да су били светле пути и плави.[98]
- Тврдња да Грчка не би могла покренути никакав судски спор, јер Елгин тврди да је добио дозволу тадашње грчке владајуће владе и применио би се правни принцип ограничења, тј. могућност остваривања потраживања престаје након истека рока прописаног законом.[82]
- По садашњем закону било би противзаконито вратити мермере. Ово је тестирано на Високом суду Енглеске у мају 2005. године у вези са нацистичким опљачканим уметничким делима старих мајстора која се чувају у Британском музеју, а које су повереници Музеја желели да врате породици првобитног власника; Суд је утврдио да због Закона о британском музеју из 1963. ова дела не могу бити враћена без додатних закона. Судија Морит утврдио је да Закон, који штити збирке за потомство, не може бити замењен „моралном обавезом“ да се дела врате, чак и ако се верује да су опљачкана.[99][100] Међутим, тврдило се да случај није био директно релевантан за Мермере Партенона, јер се радило о преносу власништва, а не о позајмици артефаката за јавну изложбу у иностранству, што је предвиђено Законом из 1963. године.[101]

Дана 12. марта 2021. је објављено да је британски премијер Борис Џонсон рекао грчким новинама Ta Nea да је Британски музеј легитимни власник мермера и да је „њих легално набавио лорд Елгин, у складу са законима који су били на снази у то време“.

## Јавна перцепција проблема

### Јавна подршка реституцији
Изван Грчке, кампања за повратак мермера почела је 1981. године формирањем Међународног организационог комитета - Аустралија - за реституцију мермера Партенона, а 1983. формирањем Британског комитета за поновно уједињење Мермера Партенона. Међународне организације као што су УНЕСКО и Међународна асоцијација за поновно уједињење скулптура Партенона, као и групе за кампању као што су, Marbles Reunited, и холивудске звезде, као што су Џорџ Клуни и Мет Дејмон, као и активисти за људска права, адвокати, и људи из уметности, изразили су снажну подршку повратку мермера Партенона у Грчку.
Амерички глумац Џорџ Клуни изразио је подршку повратку и поновном уједињењу мермера Партенона у Грчкој, током своје промотивне кампање за свој филм The Monuments Men из 2014. године, који говори о напорима савезника да спасу важна ремек дела уметности и друге културно важне ствари пре него што су их Хитлер и нацисти уништили током Другог светског рата. Његове примедбе у вези са Мермерима поново су покренуле дебату у Уједињеном Краљевству о њиховом повратку у матичну земљу. Јавне анкете су такође спровеле новине као одговор на Клунијев став о овом питању.
ТВ водитељ и продуцент Вилијам Г. Стјуарт био је истакнути присталица кампање и редовно је спомињао Мермере у својој квиз емисији Петнаест на један. У једној епизоди из 2001. Стјуарт је одржао презентацију у којој је навео случај њиховог повратка, испуњавајући обећање да ће то учинити ако премало такмичара преживи прву рунду да би наставило игру.
Сајт интернет кампање, који је делимично спонзорисан од стране Metaxa, има за циљ да консолидује подршку за повратак мермера Партенона у Нови музеј Акропоља у Атини.
Познати јавни интелектуалац Кристофер Хиченс се више пута залагао за њихову репатријацију.
У ББЦ ТВ серији QI, водитељ Стивен Фрај пружио је подршку повратку мермера Партенона. Фрај је раније написао пост на блогу на сличан начин у децембру 2011. под насловом „Скроман предлог“, потписавши се са „Време је да изгубимо кликере“.

### Анкете
Анкета YouGov-а из 2014. показала је да више Британаца (37%) подржава враћање мермера у Грчку него што се противи (23%).
У старијим анкетама, Ipsos MORI је 1998. питао: „Ако би дошло до референдума о томе да ли би Елгин Мермери требало да се врате Грчкој, како бисте гласали?“ 
- 40% за враћање мермера у Грчку
- 15% је за њихово чување у Британском музеју
- 18% не би гласало
- 27% није имало мишљење

## Друга расељена уметничка дела Партенона
Остатак преживелих скулптура које се не налазе у музејима или складиштима у Атини чувају се у музејима на различитим локацијама широм Европе. Британски музеј такође чува додатне фрагменте скулптура Партенона добијене из различитих колекција које немају везе са лордом Елгином.
Колекција која се чува у Британском музеју обухвата следећи материјал са Акропоља:
- Партенон: 75 м оригиналног (160 м) фриза
  - 15 од 92 метопе
  - 17 фигура на педименту, укључујући фигуру речног бога, вероватно реке Илисус;[108]
  - разних архитектонских дела
- Ерехтејон: каријатида, стуб и други архитектонски елементи
- Пропилеји: архитектонски делови
- Храм Атине Нике: 4 плоче фриза и архитектонски елементи

## Позајмица Британског музеја
Британски музеј је позајмио лик речног бога, вероватно реке Илисус, музеју Ермитаж у Санкт Петербургу да прослави своју 250. годишњицу. Тамо је био изложен од суботе 6. децембра 2014. до недеље 18. јануара 2015. Ово је био први пут да је Британски музеј позајмио део своје колекције мермера Партенона и то је изазвало одређене контроверзе.

## 2021
У марту 2021. британски премијер Борис Џонсон је директно одбио да се мермер из Партенона врати у Грчку. Наводећи „Влада Уједињеног Краљевства има чврсту дугогодишњу позицију у вези с скулптурама, а то је да их је лорд Елгин легално набавио према одговарајућим законима тог времена и да су легално у власништву повереника Британског музеја од њихове набавке.
По први пут, Унеско је 30. септембра 2021. донео одлуку којом позива Уједињено Краљевство да врати мермер Партенона Грчкој, мимо позитивних препорука које је годинама издавао. Конкретно, Одлука 22 СОМ 17 Унесковог међувладиног комитета тражи од британске владе да хитно преиспита своју политику против репартријације мермера.